# لي كين وو
لي كين وو (بالصينية: 李健和) هو لاعب كرة قدم ومدرب كرة قدم صيني في مركز نصف الجناح، ولد في 20 أكتوبر 1967 في هونغ كونغ في الصين. شارك مع منتخب هونغ كونغ لكرة القدم. أما مع النوادي، فقد لعب مع نادي إيسترن سبورتس ونادي جنوب الصين ونادي سون هي ونادي غيلانغ إنترناشونال.

## وصلات خارجية
- لي كين وو على موقع الاتحاد الدولي (مؤرشف)  (الإنجليزية)
- لي كين وو على موقع قاعدة بيانات كرة القدم.إي يو (الإنجليزية)
- لي كين وو على موقع ناشيونال فوتبول تيمز (الإنجليزية)